# برمنغهام هول غرين (دائرة انتخابية في المملكة المتحدة)
برمنغهام، هول غرين (بالإنجليزية: Birmingham, Hall Green)‏ هي إحدى الدوائر الانتخابية في المملكة المتحدة الممثلة في مجلس العموم في برلمان المملكة المتحدة.
عضو البرلمان الذي يمثلها حالياً هو :Stephen McCabe (Lab).